# Uzeyir Hajibeyov
Uzeyir bey Abdul Huseyn oglu Hajibeyov (tiếng Azerbaijan: Üzeyir bəy Əbdülhüseyn oğlu Hacıbəyov; ký tự Ả Rập: عزیر حاجی‌بیوو, phát âm tiếng Azerbaijani: [yzeˈjiɾ hɑdʒɯˈbæjov], tiếng Nga: Узеир Абдул-Гусейн оглы Гаджибеков, ngày 18 tháng 9 năm 1885  –  ngày 23 tháng 11 năm 1948) là một nhà soạn nhạc, nhạc trưởng, nhà báo, nhà viết kịch và nhân vật xã hội người Azerbaijan. Ông được công nhận là cha đẻ của Azerbaijan trong việc sáng tác nhạc cổ điển và opera. Uzeyir Hajibeyov đã sáng tác nhạc quốc ca của Cộng hòa Dân chủ Azerbaijan (được tái sử dụng sau khi Azerbaijan giành lại độc lập khỏi Liên Xô vào năm 1991). Ông cũng sáng tác bài quốc ca được sử dụng bởi Azerbaijan trong thời kỳ Xô viết. Ông là nhà soạn nhạc đầu tiên của một vở opera trong thế giới Hồi giáo.

## Thời trẻ
Uzeyir Hajibeyov sinh ra ở Shusha thuộc Tỉnh Shusha của Đế quốc Nga, hiện là một phần của Azerbaijan. Cha của ông, Abdul Huseyn Hajibeyov, là thư ký của Khurshidbanu Natavan trong nhiều năm, và mẹ của ông, Shirin, lớn lên trong gia đình Natavan. Lớn lên, Hajibeyov bị ảnh hưởng mạnh mẽ bởi các tác phẩm của Natavan.
Shusha, thường được mệnh danh là cái nôi của âm nhạc và văn hóa của người Azerbaijan, có tiếng về di sản âm nhạc của nó. Thị trấn cũng được gọi là "Nhạc viện Kavkaz" vì có nhiều nhạc sĩ và ca sĩ tài năng. Và việc Hajibeyov lớn lên ở Shusha giải thích như thế nào vào năm ông 22 tuổi (1908) với rất ít sự giáo dục âm nhạc chính thức, ông có khả năng viết một vở opera hoàn chỉnh.
Hajibeyov đã có được sự giáo dục sớm của mình trong một trường Hồi giáo (madrasah), nơi ông đã hoàn thiện tiếng Ả Rập và tiếng Ba Tư của mình. Sau đó, ông học tại một trường Nga-Azerbaijan trong hai năm. Tại đây, với sự giúp đỡ của giáo viên yêu thích Mirza Mehdi Hasanzadeh, ông đã làm quen với di sản của các nhà văn cổ điển nổi tiếng của phương Đông và phương Tây. Sự phong phú của truyền thống biểu diễn âm nhạc của Shusha ảnh hưởng rất lớn đến giáo dục âm nhạc của Uzeyir Hajibeyov. Sau này ông đã suy ngẫm về những trải nghiệm của mình: "Giáo dục âm nhạc đầu tiên tôi có được khi còn là một đứa trẻ ở Shusha đến từ những ca sĩ và người chơi Bağlama hay nhất. Lúc đó tôi hát những mugham và tasnif. Các ca sĩ thích giọng hát của tôi, và họ dạy tôi cùng một lúc." Giáo viên đầu tiên của Uzeyir Hajibeyov là chú của ông, Agalar Aliverdibeyov, một người giỏi về âm nhạc dân gian Azerbaijan. Trong giai đoạn 1897–1898, khi nhà viết kịch người Azerbaijan Abdurrahim Hagverdiyev và ca sĩ Jabbar Garyagdyoglu dàn dựng tập Majnun trên mộ của Leyli từ Leyli và Majnun, Uzeyir đã hát trong dàn hợp xướng khi mới 13 tuổi.

Từ 1899 đến 1904 Uzeyir Hajibeyov học tại Chủng viện sư phạm Gori. Ở đó, cùng với giáo dục phổ thông, ông cũng học được âm nhạc. Trong ngôi trường này, Hajibeyov đã học chơi violin, violoncello và nhạc cụ bằng đồng. Sau khi tốt nghiệp Chủng viện Sư phạm, Uzeyir Hajibeyov được bổ nhiệm làm giáo viên tại làng Hadrut ở Thượng Karabakh. Làm việc ở đó được một năm, Hajibeyov định cư vĩnh viễn ở Baku, nơi anh tiếp tục công việc giảng dạy toán học, địa lý, lịch sử, tiếng Azerbaijan, tiếng Nga và âm nhạc. Ông đã viết Từ điển Turk-Nga và Nga-Turk về các điều khoản chính trị, pháp lý, kinh tế và quân sự, được sử dụng trên báo chí vào năm 1907 và sách giáo khoa Các vấn đề số học vào năm 1908, và đã được Nhà xuất bản Anh em Orujov xuất bản ở Baku.

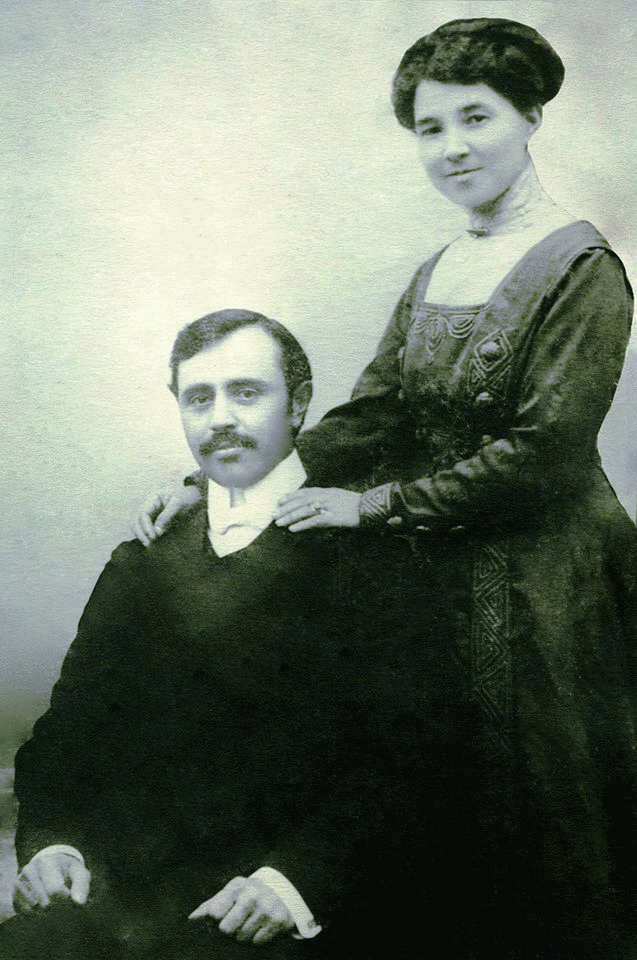
Uzeyir Hajibeyov và vợ ông

Hajibeyov không xa lạ gì với sự hỗn loạn bi thảm của chiến tranh; ông đã trải qua qua các cuộc cách mạng năm 1905 và 1917, sự sụp đổ của Cộng hòa Dân chủ Azerbaijan năm 1920 và cả hai cuộc Chiến tranh Thế giới. Những hậu quả chính trị của các cuộc chinh phạt quân sự này thường được thể hiện trong các hình thức hỗn loạn khác. Ví dụ, từ năm 1920 đến 1940, các hệ thống bảng chữ cái để viết tiếng Azerbaijan đã được thay đổi ba lần - từ Ả Rập sang Latinh và từ Latinh sang Cyrill - một quá trình cản trở rất nhiều và làm gián đoạn quá trình giáo dục và văn hóa và cũng có thể là một trong những các yếu tố ảnh hưởng đến Uzeyir Hajibeyov để trình bày ý tưởng của mình bằng lời nói trên sân khấu âm nhạc.

## Đóng góp cho âm nhạc
Năm 1908, Hajibeyov đã viết vở opera đầu tiên của mình, Leyli và Majnun, dựa trên câu chuyện tình yêu bi thảm của nhà thơ thế kỷ 15 Fuzûlî. Đây sẽ là tác phẩm đầu tiên trong số 7 vở opera và 3 vở hài kịch âm nhạc mà Hajibeyov sẽ sáng tác trong suốt cuộc đời mình. Ở Leyli và Majnun, sự độc đáo của âm nhạc phương thức truyền thống của mugham đã được đưa vào một thể loại phương Tây với việc sử dụng các nhạc cụ bản địa cho cả hai truyền thống.

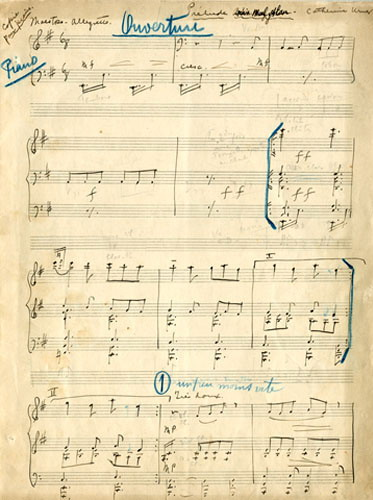
Một bản nhạc soạn bởi Hajibeyov năm 1913

Vở opera thứ hai của Hajibeyov, Sheikh Sanan được viết vào năm 1909 dưới hình thức hoàn toàn trái ngược với bản đầu tiên. Lần này, Hajibeyov sử dụng phong cách hoàn toàn châu Âu. Sheikh Sanan đã nhận được các bản bình phẩm như một tác phẩm âm nhạc, nhưng nội dung quá tiến bộ trong giai đoạn này. Trong vở opera này, Hajibeyov chủ trương rằng hôn nhân không nên bị ràng buộc bởi quốc tịch hay tôn giáo - về bản chất, đó là một hình thức hội nhập khác. Nhưng lần này, nó phản tác dụng. Người ta nói rằng khi vở opera được biểu diễn, nhiều người đã bị xúc phạm và bước ra ngoài, để lại cho Hajibeyov với nhận thức rằng ông đã vượt qua thế hệ của mình quá nhiều lần này. Kết quả là ông đã đưa ra một quyết định quyết liệt và đốt cháy bản nhạc. Khi được phỏng vấn bởi Ramazan Khalilov, trợ lý của ông, làm thế nào ông có thể làm điều đó, Hajibeyov trả lời: "Tôi đã không phá hủy vở opera của tôi. Đó là sáng tạo của riêng tôi nên nó luôn ở trong đầu tôi." Khalilov nói rằng Hajibeyov đã tiếp tục sử dụng thứ âm nhạc tuyệt vời này 27 năm sau để sáng tác Koroğlu, một vở opera mà nhiều người hoan nghênh là tác phẩm hay nhất của ông.
Năm 1931, Hajibeyov đã giúp thành lập Dàn nhạc cụ dân gian Azerbaijan liên kết với Ủy ban Phát thanh. Dàn nhạc này đã biểu diễn những tác phẩm cổ điển châu Âu, như những tác phẩm của Mikhail Glinka, Wolfgang Amadeus Mozart, Franz Schubert, Georges Bizet và những người khác. Do đó, Hajibeyov là nhạc sĩ đầu tiên thích ứng hệ thống nốt nhạc với các nhạc cụ Azerbaijan truyền thống.
Năm 1936, Hajibeyov hỗ trợ thành lập Ban hợp xướng Nhà nước Azerbaijan trong Hiệp hội Dàn nhạc Azerbaijan. Một trong những vấn đề nghiêm trọng nhất mà anh gặp phải là các tiết mục đơn điệu của các bài hát dân gian Azerbaijan, cho phép hòa âm phong cách của bài hát và đôi khi, thậm chí thay đổi dòng giai điệu khi nó thay đổi chế độ. Hajibeyov đã giải quyết vấn đề này bằng cách sử dụng đa âm và không nhân đôi - thay vì hát bốn phần trong các phần có vấn đề.
Hajibeyov dành nhiều thời gian cho ý tưởng tích hợp vai trò và địa vị của người phụ nữ vào thế giới do nam giới thống trị. Khái niệm giải phóng phụ nữ chạy qua nhiều tác phẩm của ông thường dưới dạng hài kịch hoặc châm biếm như trong trường hợp ông vui vẻ trong quá trình lựa chọn bạn đời, một quá trình bị cản trở bởi thực tế là phụ nữ vẫn đeo khăn che mặt cho đến những năm 1920 khi chế độ Xô viết cấm họ.

## Hoạt động trong ngành báo chí
Từ năm 1919 đến 1920, Hajibeyov là tổng biên tập của tờ báo Azerbaijan, cơ quan truyền thông chính phủ chính của Cộng hòa Dân chủ Azerbaijan.
Năm 1927, Hajibeyov đã xuất bản Tuyển tập các bài hát dân gian của người Azerbaijan cùng với nhà soạn nhạc Muslim Magomayev. Lần đầu tiên, hơn 300 bản nhạc dân gian Azebaijani đã được ghi lại bằng ký hiệu. Năm 1945, ông xuất bản cuốn sách có tựa đề Cơ sở của âm nhạc dân gian ở Azerbaijan, đã được dịch sang nhiều ngôn ngữ trong đó có tiếng Anh.

## Các vở opera

### "Leyli và Majnun"
Nghệ thuật opera được thành lập nghệ thuật không chỉ ở Azerbaijan, mà còn ở toàn bộ thế giới Hồi giáo phương Đông bằng vở opera "Leyli và Majnun" của Hajibeyov - được công chiếu vào ngày 12 tháng 1 năm 1908, tại nhà hát của Haji Zeynalabdin Taghiyev. Hajibeyov đã viết vở kịch này của vở opera dựa trên bài thơ cùng tên được sáng tác bởi Fizuli. Buổi biểu diễn đầu tiên được thực hiện bởi diễn viên và đạo diễn Hussein Arablinski. Ông chủ ban nhạc là nhà văn - nhà viết kịch Abdurrahim bay Hagverdiyev. Huseynqulu Sarabski trong vai trò của Maj Majunun và Abdurrahim Farajov trong vai trò của Lah Leyli. Trong các buổi biểu diễn tiếp theo, chính ông Hajibeyov và người bạn thân và đồng nghiệp của ông, nhà soạn nhạc Muslim Magomayev đã biểu diễn với tư cách là một ban nhạc. Vai trò này lần đầu tiên được thực hiện bởi Huseyrowlu Sarablinski. Sau đó, những người này - Sidghi Ruhulla, Khanlar Hakhverdiev, Aliovsat Sadıghov, Shirzad Hüseynov, Gulagha Mammadov, Mais Salmanov, Gulu Asgarov, Bakir Hashimov trong vai Majnun tại buổi biểu diễn tiếp theo.

### "Koroglu"
Bản opera "Koroglu" được công chiếu lần đầu tiên vào ngày 30 tháng 4 năm 1937 tại Nhà hát Opera và Múa Ba lê Azerbaijan. Đây là vở opera cổ điển đầu tiên dựa trên động cơ của sử thi anh hùng ở Azerbaijan. Trong vở opera này, Hajibeyov đã tạo ra các bản aria, các cảnh hợp xướng đại chúng, nhiều bản hòa tấu khác nhau, số ba lê và các bài ngâm thơ. Trong những năm tiếp theo của cuộc đời, ông đã sáng tác vở opera "Firuza".

## Hài kịch

### "Vợ chồng"
Bộ phim hài âm nhạc đầu tiên của Hajibeyov là Vợ chồng, bao gồm ba cảnh. Đây là ví dụ đầu tiên của hài kịch âm nhạc của Azerbaijan. Buổi ra mắt đầu tiên của nó là vào năm 1910. H.Sarabski và A.Aghdamski đã thực hiện trong vai Marjan và Trinat. Hajibeyov đã viết bản phác thảo của bộ phim hài.

### "O olmasın, bu olsun"
Sau bản opera Vợ chồng, ông bắt đầu viết vở opera thứ hai của mình. Buổi ra mắt đầu tiên của nó là tại nhà hát của anh em Mailovs ở Baku vào năm 1911.
Sau đó, vở opera này đã được dịch sang nhiều ngôn ngữ khác nhau, được biểu diễn ở các nước vùng Kavkaz, Thổ Nhĩ Kỳ, Bulgaria và các nước khác.

### "Arshin Mal Alan"
Bộ phim truyện đầu tiên dựa trên bộ phim hài Arrin Mal Alan, nó được quay vào năm 1916. Bộ phim này là một bộ phim câm.
Lần tiếp theo, nó được chiếu tại "xưởng phim ở Baku" vào năm 1945 với một số thay đổi về nó. Vai diễn chính của phim thuộc về Rashid Behbudov.
Bộ phim hài này một lần nữa được trình chiếu tại Baku, vào năm 1965. Đạo diễn của bộ phim là Tofiq Taghizade và Fikrat Amirov. Nó được dịch sang nhiều ngôn ngữ như tiếng Anh, tiếng Đức, tiếng Trung, tiếng Ả Rập, tiếng Ba Tư, tiếng Ba Lan, v.v.

## Vinh danh

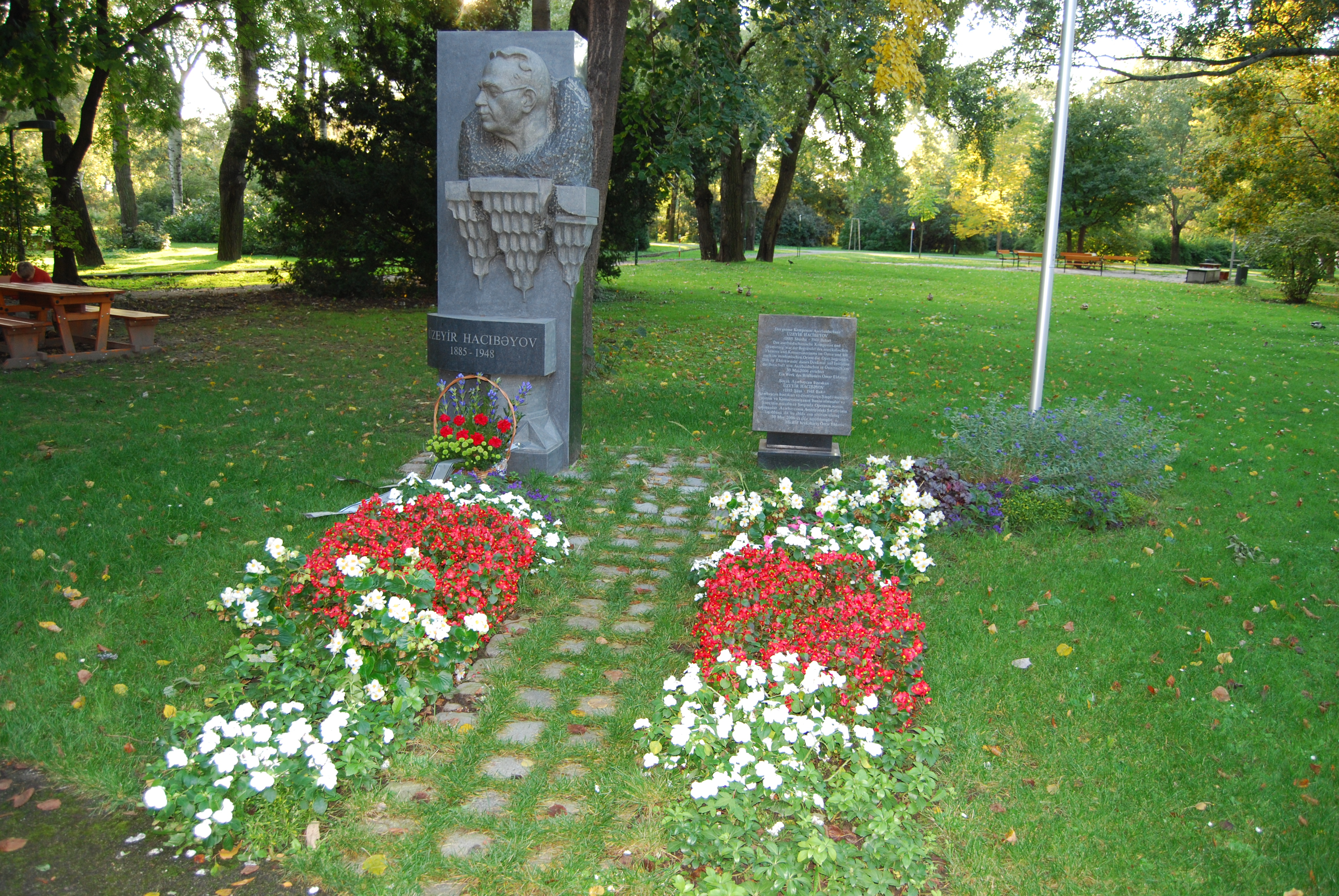
Bia kỷ niệm ở Donaupark, Viên

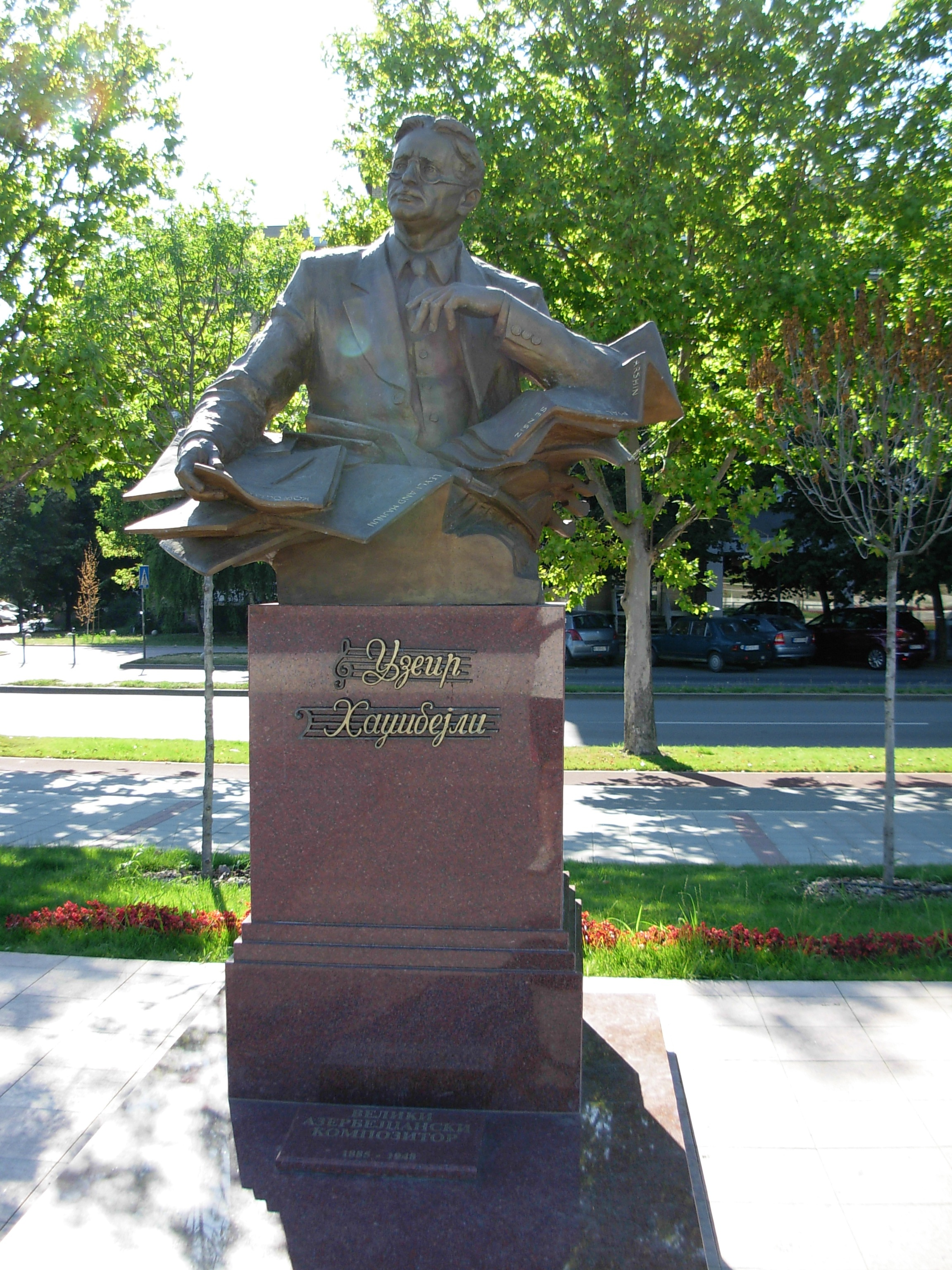
Tượng Uzeyir Haljbeyov ở Novi Sad, Serbia

Hajibeyov là người tạo ra các vở opera và nhạc kịch đầu tiên ở phương Đông. Năm 1938, ông được trao tặng danh hiệu Nghệ sĩ nhân dân Liên Xô.
Ông cũng được vinh danh Huân chương Lenin và Giải thưởng Stalin mà ông đã giành được hai lần, một lần vào năm 1941 cho vở opera Koroglu (1936), và lần khác vào năm 1946 cho bộ phim năm 1945 dựa trên vở opera Arshin Mal Alan của ông.
Hajibeyov là giáo sư tại Học viện Âm nhạc Baku (trong đó ông cũng là người đứng đầu vào các năm 1928–1929 và 1939–1948) và là thành viên tích cực của Viện hàn lâm Khoa học Azerbaijan. Trong 10 năm cuối đời, ông là Chủ tịch của Liên minh các nhà soạn nhạc người Azerbaijan.
Hajibeyov gia nhập Đảng Cộng sản Liên Xô vào năm 1938. Ông từng phục vụ hai lần trong Xô viết tối cao Liên Xô, tổ chức lập pháp cao nhất trên toàn Liên bang.
Hajibeyov qua đời vì bệnh tiểu đường ở tuổi 63, và được chôn cất tại Hẻm danh dự ở thành phố Baku.
Vào ngày 18 tháng 9 năm 1995, kỷ niệm 110 năm ngày sinh của Hajibeyov đã được tổ chức. Không ai trong lịch sử âm nhạc hiện đại ở Azerbaijan được công nhận đã làm nhiều hơn để đặt nền tảng cho âm nhạc của Ailen như ngày nay, đặc biệt với sự tổng hợp độc đáo của các nhạc cụ và hình thức âm nhạc truyền thống phương Đông và phương Tây.
Vào năm 2008, Ngân hàng Quốc gia Azerbaijan đã đúc một đồng xu kỷ niệm bằng vàng 100 manat dành riêng cho việc kỷ niệm Hajibeyov.
Vào tháng 6 năm 2011, Tổng thống Azerbaijan Ilham Aliyev và Tổng thống Serbia Tadic đã công bố một tượng đài của Hajibeyov tại Dunavski kej ở Novi Sad, Serbia.
Nhân dịp kỷ niệm sinh nhật lần thứ 130 của nhà soạn nhạc, Thị trưởng Los Angeles Eric Garcetti tuyên bố ngày 18 tháng 9 năm 2015 là "Ngày tưởng niệm Uzeyir Hajibeyli" tại Thành phố Los Angeles và kêu gọi tất cả người dân tham gia lễ kỷ niệm này. Ngoài ra, Nghị sĩ Hoa Kỳ Paul Gosar từ Arizona đã mở rộng Hồ sơ Quốc hội công nhận thành tựu của Hajibeyov.

## Trong văn hoá đại chúng
Vào năm 2013, Google đã tổ chức sinh nhật lần thứ 128 của Hajibeyov với Google Doodle trong trang tại Azerbaijian.

## Hình ảnh

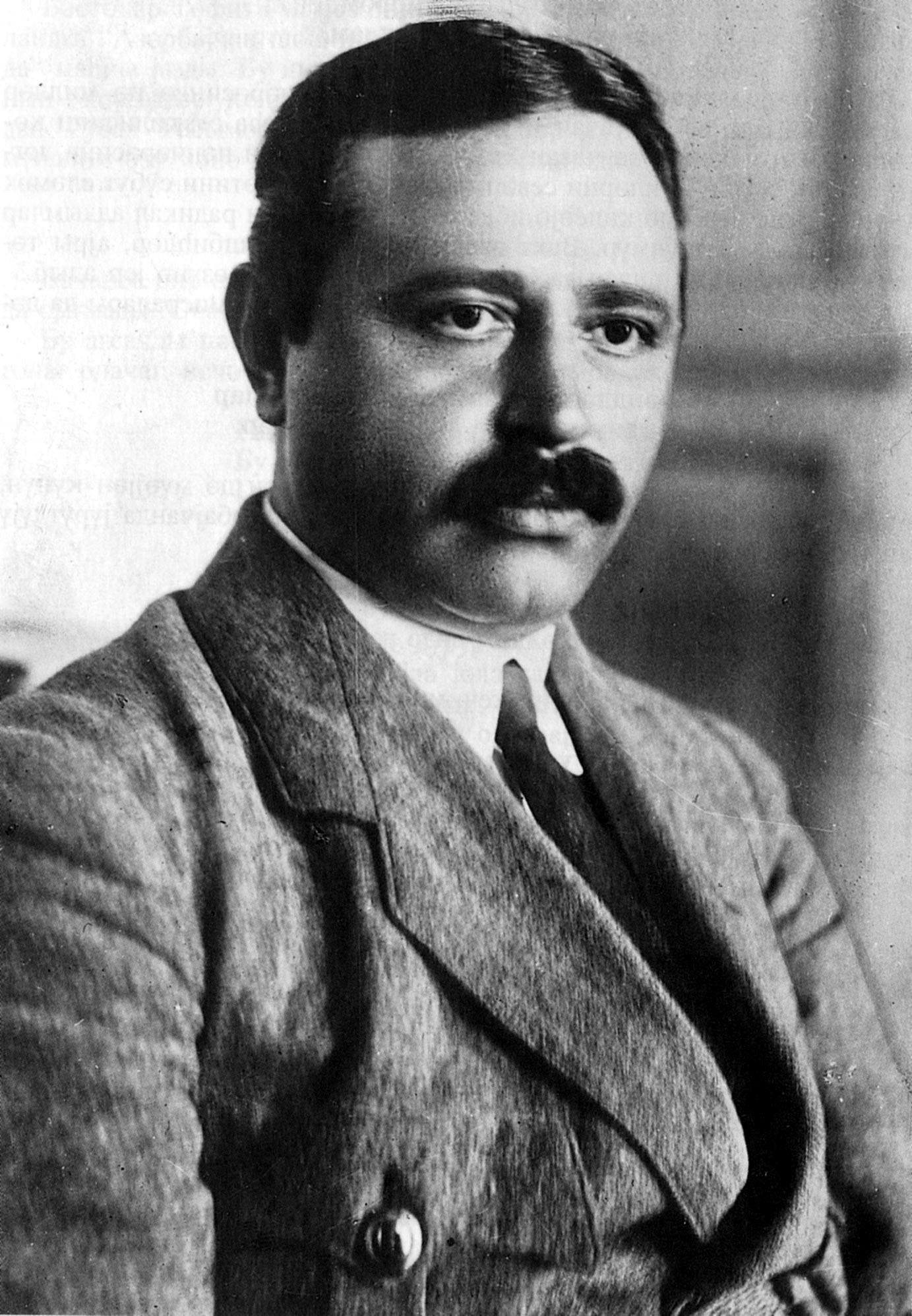
Chân dung Uzeyir Hajibeyov
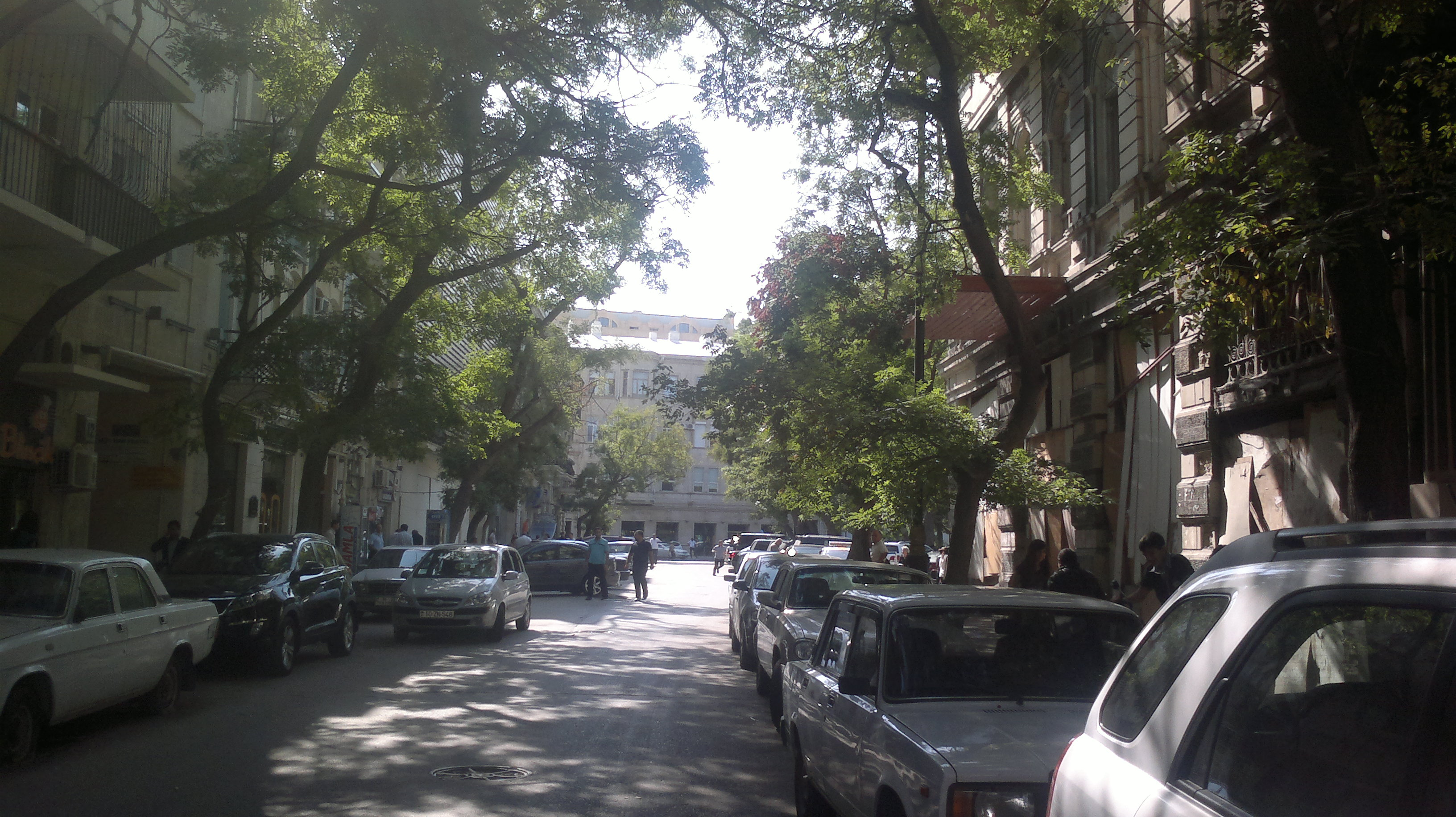
Con đường mang tên Hajibeyov
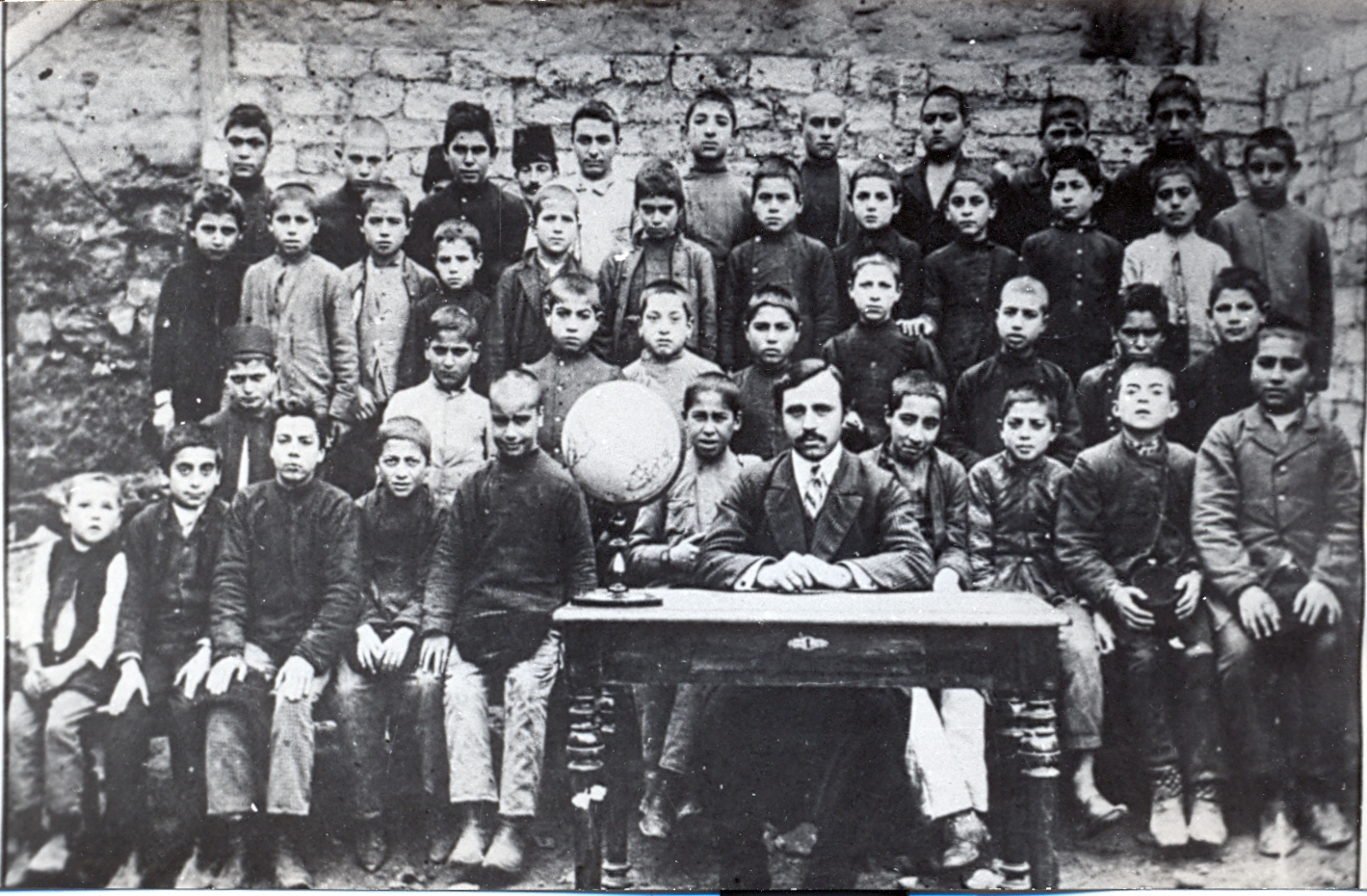
Hajibeyov trong trường Saadat (Baku), năm 1911
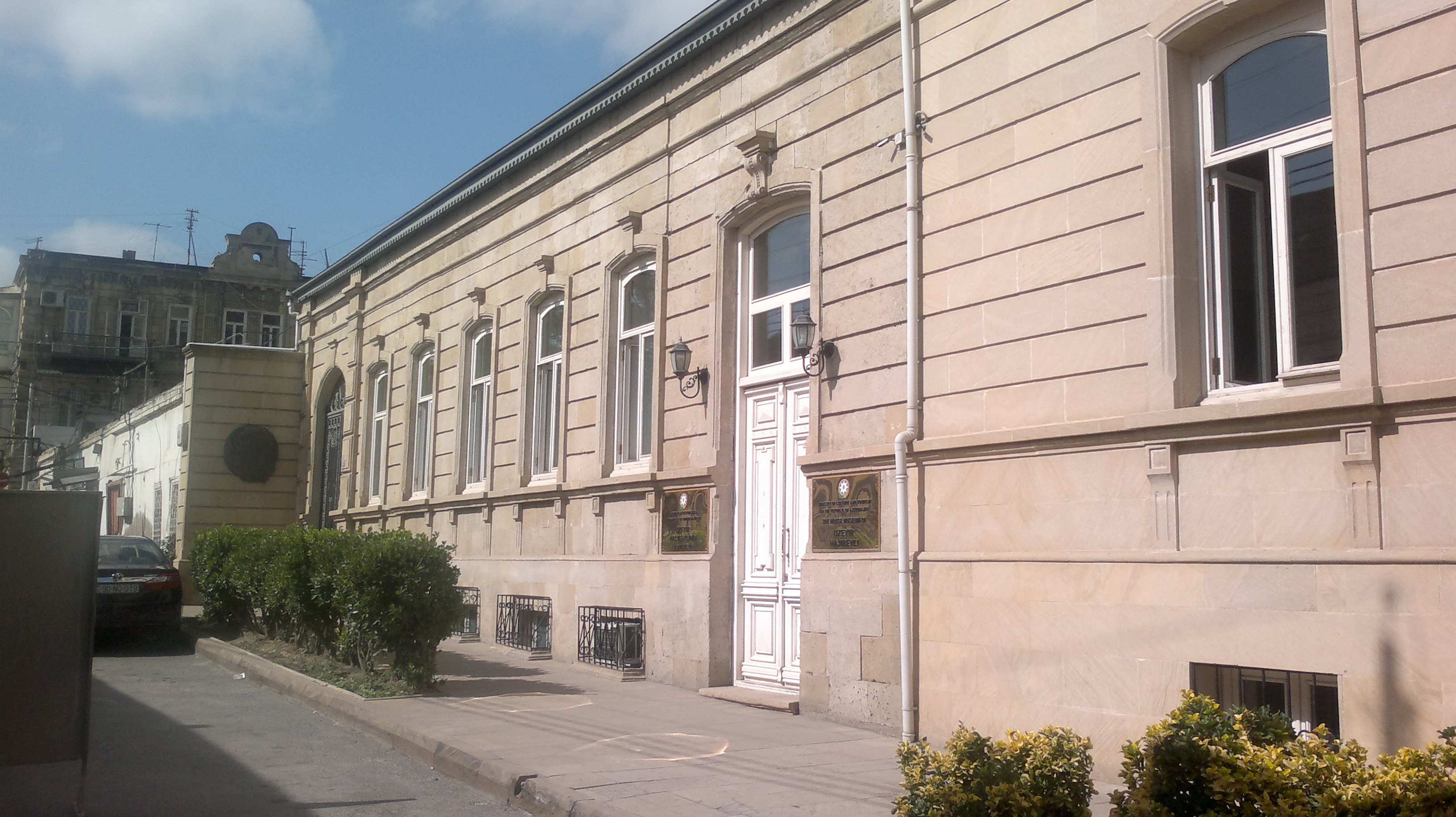
Bảo tàng, trước đây là nhà của Uzeyir Hajibeyov
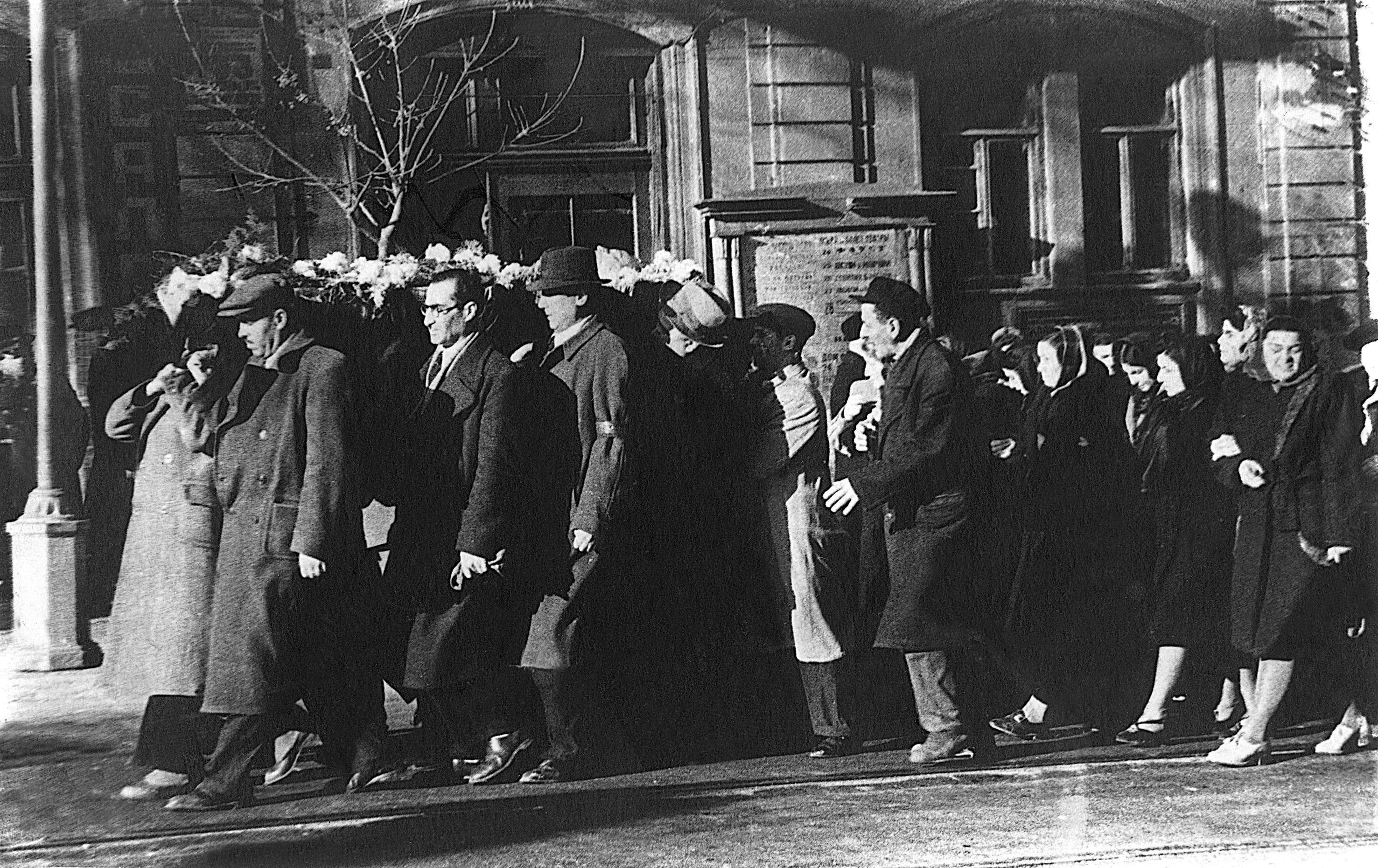
Đám tang của Hajibeyov
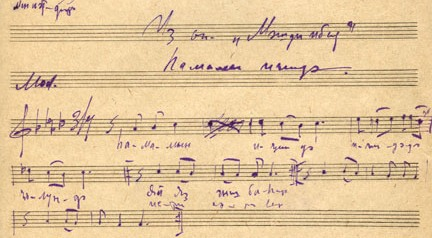
Một bản nhạc soạn bởi Hajibeyov